# Abaix Khatun

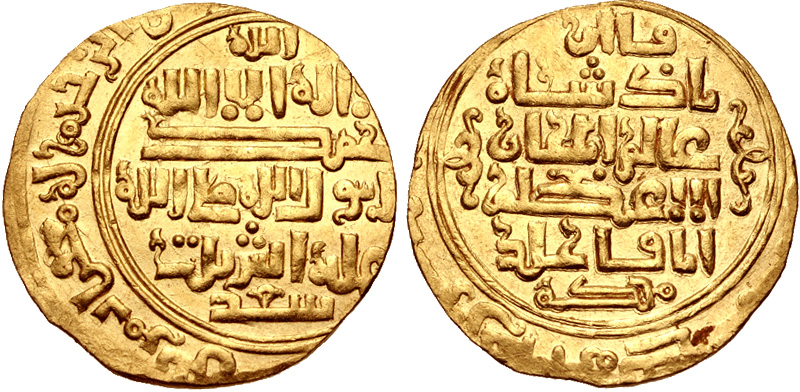
Moneda encantada per Abaix Khatun.

Abaix Khatun (1263-1284) fou la darrera sobirana del Fars de la dinastia salghúrida d'atabegs (1264-1284).
Era filla de l'atabeg Sad II ibn Abi-Bakr i va accedir al tron encara menor d'edat. Fou proclamada el desembre de 1264 succeint el seu cosí Seljuq ibn Salghur, expulsat del tron (i executat) pels mongols. El 1272, amb 19 anys, es va casar amb el príncep mongol Mongke Timur (mort l'abril de 1282), quart fill del kan il-kànida Hulagu, príncep que va governar Fars en nom seu encara que ella apareix a les monedes i el seu nom es pronunciava a la khutba. El major poder del Fars va quedar en mans del governador mongol Sundjak Noyon i els seus lloctinents.
El 1284 es va planejar un moviment per la independència del Fars dels mongols en el qual Abaix va estar embolicada i fou empresonada pel general Buka. Va morir el 1286/1287, quan devia tenir uns 24 anys, poc abans de la revolta del general Buka, que fou derrotat i executat el gener de 1289. El Fars fou aleshores incorporat als dominis de l'il-kan.